# Герб Буковини
Герб Буковини був створений адміністрацією імперії Габсбургів для позначення території Буковини в 1775 році, а потім герцогства Буковини в 1849 році в Австро-Угорській імперії.
Герб складається з розтятого щита, червоного праворуч і синього зліва, на якому натуральна голова тура. Між рогами і здоків голови золоті зірки з шістьма золотими променями.